# Notophyllum imajimai
Notophyllum imajimai är en ringmaskart som beskrevs av Kato och Pleijel 2002. Notophyllum imajimai ingår i släktet Notophyllum och familjen Phyllodocidae. Inga underarter finns listade i Catalogue of Life.